# Молоко і мед
Молоко і мед (англ. Milk and honey) — перша збірка білих віршів канадської поетеси й художниці Рупі Каур, яка стала New York Times бестселером 2014 року. У книзі йдеться про виживання, досвід насильства, жорстокого поводження, любові, втрати і жіночності.
Збірка «Молоко і мед» була самвидавом 4 листопада 2014 року. Успіх книги привернув увагу видавництва «Andrews McMeel Publishing», тому 6 жовтня 2015 року «Молоко і мед» повторно видали. Збірку перекладено 35 мовами.
Українською книжку збірку «Молоко і мед» у перекладі Ірини Шувалової надрукувало Видавництво «Віват» 2019 року.

## Ідея
Рупі Каур в поетичній формі описує, як це бути жінкою. Вона пов'язує жіночність із силою і мудрістю. Авторка відзначає природну красу жінки і уникає будь-яких суспільних стереотипів про те, як жінки повинні себе поводити, одягатися і виглядати. Завдяки своїй поезії мотивує жінок стати сильними і незалежними, любити і підтримувати один одного.

## Назва
|  | «Кілька років тому я написала вірш про геноцид сикхів 1984 року в Індії. В ньому є лінія про жінок, які пережили цей жахливий час. Їхня стійкість захоплює дух. Вони пережили вбивства своїх чоловіків і дітей, пережили зраду, зґвалтування, катування. Я написала , що вони виходять з цього страху — гладка, як молоко і товста, як мед. Одного дня вища сила була в грі, тому що я відкрила новий журнал і на першій сторінці побачила ці слова. Щось усередині мене сказало: "Це буде більше одного дня". І ми тут. Так виникла назва «Молоко і мед», — розповіла Рупі Каур. |

## Теми
Книга розділена на чотири частини: «боліти», «любити», «ламати», «гоїтись». У кожному з цих розділів Рупі Каур розповідає про свою жіночу долю.

### «Боліти»
Перший розділ «боляче» зображає події сексуального насилля. Авторка відображає моменти з її дитинства. Показує, що жінки в її родині змушені мовчати й терпіти насильство. Велику роль в розділі відіграє й батько героїні, який був залежним від алкоголю й не приділяв належної уваги своїй дочці.

### «Любити»
У другому розділі «любляче» ми бачимо вже дорослу жінку, яка має відносини з чоловіком. Її думка про себе й своє тіло сформувалася завдяки її батьку, який стверджував, що «найближча річ до Бога на цій землі — це тіло жінки». Вона несе цю мудрість в своє доросле життя. Думає про своє тіло, як про місце краси, туги та болю.

### «Ламати»
Третій розділ «порушення» характерний виступами проти сексизму та женоненависництва. Оповідачка вчить чоловіків думати про жінок не тільки, як про сексуальний об'єкт, а як про особистість. Авторка описує свої почуття після розриву з коханою людиною, яка так і не змогла розгледіти в ній щось більше, ніж просто тіло для задоволення.

### «Гоїтись»
У четвертому розділі більшість віршів складаються з афоризмів. Ці афоризми допомагають оповідачці зцілитися після тяжких відносин, які вона пережила. Зцілення — це процес, і для того щоб знайти відповіді, їх потрібно шукати. Ми спостерігаємо, як героїня змінюється — її самооцінка зростає, а самотність вже не лякає.

## Український переклад
Каур Рупі. Молоко і мед. Переклад з англійської Ірини Шувалової.  Харків: Віват, 2019. — 208 с.  ISBN  9789669820006 
В 2021, 2022 та 2023 році були перевидання. 